# Botevgrad, Bulgaria
Botevgrad (în bulgară Ботевград) este un oraș în comuna Botevgrad, regiunea Sofia,  Bulgaria. 

## Demografie
Componența etnică a orașului Botevgrad
     Bulgari (83,61%)
     Romi (7,23%)
     Nicio identificare (8,89%)
     Altele (0,66%)
La recensământul din 2011, populația orașului Botevgrad era de 20.345 locuitori. Din punct de vedere etnic, majoritatea locuitorilor (83,61%) erau bulgari, cu o minoritate de romi (7,23%). Pentru 8,89% din locuitori nu este cunoscută apartenența etnică.

## Istorie
Localitatea a fost denumită inițial Samundjievo (Самунджиево), până la sârșitul anului 1865, când a fost ridicată la rangul de oraș și a primit numele de Orhanie (Орхание), în mod onorific după cel de-al doilea sultan al Imperiului Otoman. Ulterior, din decembrie 1934, orașul a fost redenumit în onarea lui Hristo Botev, Botevgrad (Ботевград).